# Rorschwihr
Rorschwihr est une commune française située dans la circonscription administrative du Haut-Rhin et, depuis le 1er janvier 2021, dans le territoire de la Collectivité européenne d'Alsace, en région Grand Est.
Cette commune se trouve dans la région historique et culturelle d'Alsace.

## Géographie
Le village se situe sur la route des vins d'Alsace, à :
- 2 km de Saint-Hippolyte et de Rodern ;
- 5 km de Ribeauvillé ;
- 10 km de Sélestat ;
- 15 km de Colmar.

Le village bénéficie d'un mésoclimat qui favorise la précocité de la vigne et des arbres fruitiers.
C'est une des 188 communes du parc naturel régional des Ballons des Vosges.
| Rodern |            | Saint-Hippolyte |
|        | Rorschwihr |                 |
|        | Bergheim   |                 |

### Hydrographie
La commune est dans le bassin versant du Rhin au sein du bassin Rhin-Meuse. Elle est drainée par le ruisseau l'Eckenbach,.

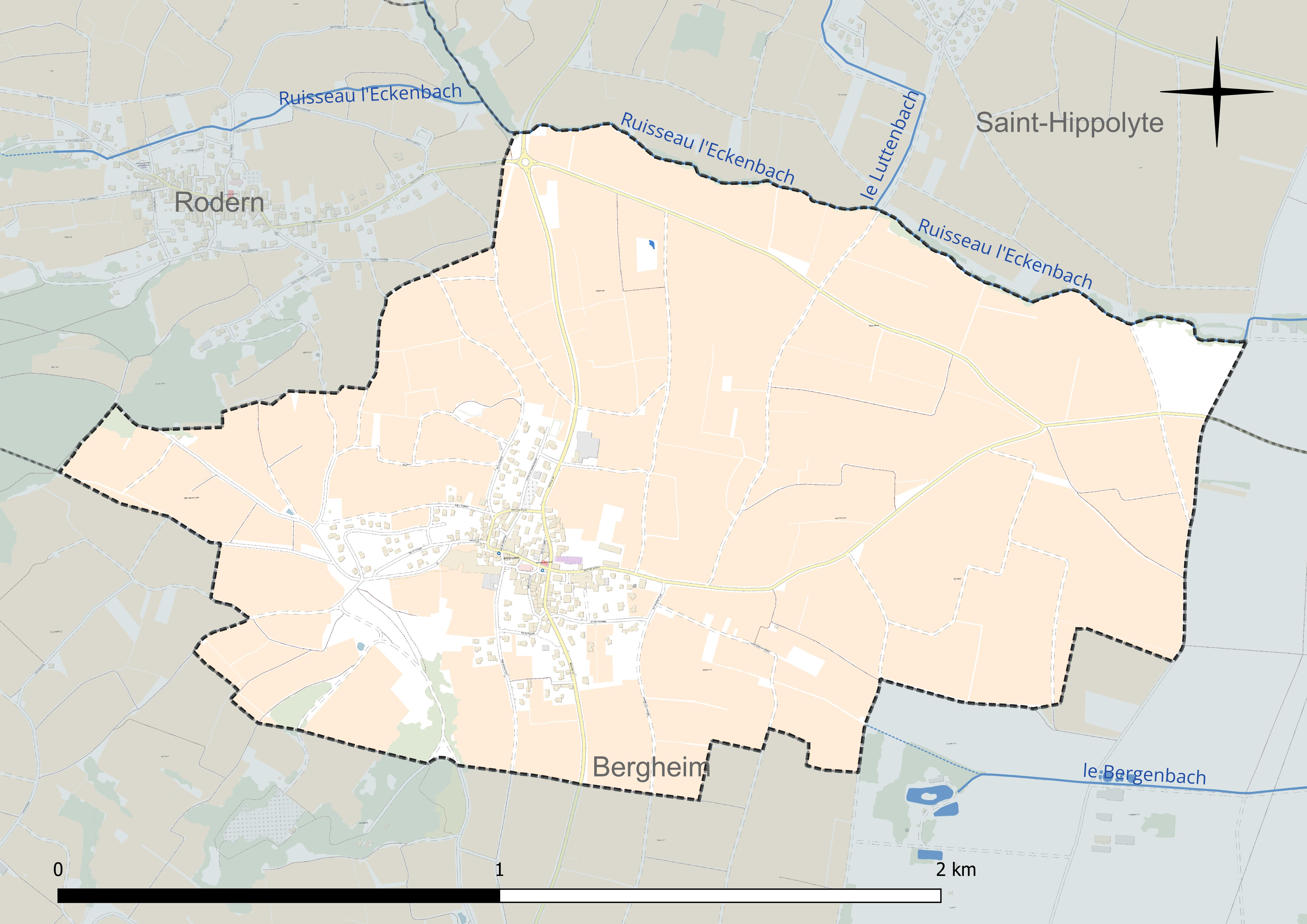
Réseau hydrographique de Rorschwihr.

### Climat
Pour des articles plus généraux, voir Climat du Grand Est et Climat du Haut-Rhin.
En 2010, le climat de la commune est de type climat océanique dégradé des plaines du Centre et du Nord, selon une étude du Centre national de la recherche scientifique s'appuyant sur une série de données couvrant la période 1971-2000. En 2020, Météo-France publie une typologie des climats de la France métropolitaine dans laquelle la commune est exposée à un climat semi-continental et est dans une zone de transition entre les régions climatiques « Vosges » et « Alsace ». 
Pour la période 1971-2000, la température annuelle moyenne est de 10,6 °C, avec une amplitude thermique annuelle de 17,6 °C. Le cumul annuel moyen de précipitations est de 654 mm, avec 8,8 jours de précipitations en janvier et 8,9 jours en juillet. Pour la période 1991-2020, la température moyenne annuelle observée sur la station météorologique de Météo-France la plus proche, « Bergheim-Inra », sur la commune de Bergheim à 1 km à vol d'oiseau, est de 11,3 °C et le cumul annuel moyen de précipitations est de 664,4 mm. 
La température maximale relevée sur cette station est de 38,9 °C, atteinte le 13 août 2003 ; la température minimale est de −16,9 °C, atteinte le 20 décembre 2009,,. 
Les paramètres climatiques de la commune ont été estimés pour le milieu du siècle (2041-2070) selon différents scénarios d'émission de gaz à effet de serre à partir des nouvelles projections climatiques de référence DRIAS-2020. Ils sont consultables sur un site dédié publié par Météo-France en novembre 2022.

## Urbanisme

### Typologie
Au 1er janvier 2024, Rorschwihr est catégorisée commune rurale à habitat dispersé, selon la nouvelle grille communale de densité à sept niveaux définie par l'Insee en 2022.
Elle est située hors unité urbaine. Par ailleurs la commune fait partie de l'aire d'attraction de Colmar, dont elle est une commune de la couronne,. Cette aire, qui regroupe 95 communes, est catégorisée dans les aires de 50 000 à moins de 200 000 habitants,.

### Occupation des sols
L'occupation des sols de la commune, telle qu'elle ressort de la base de données européenne d’occupation biophysique des sols Corine Land Cover (CLC), est marquée par l'importance des territoires agricoles (89,4 % en 2018), une proportion identique à celle de 1990 (89,4 %). La répartition détaillée en 2018 est la suivante :
cultures permanentes (87 %), zones urbanisées (10,3 %), terres arables (2,5 %), forêts (0,3 %). L'évolution de l’occupation des sols de la commune et de ses infrastructures peut être observée sur les différentes représentations cartographiques du territoire : la carte de Cassini (XVIIIe siècle), la carte d'état-major (1820-1866) et les cartes ou photos aériennes de l'IGN pour la période actuelle (1950 à aujourd'hui).

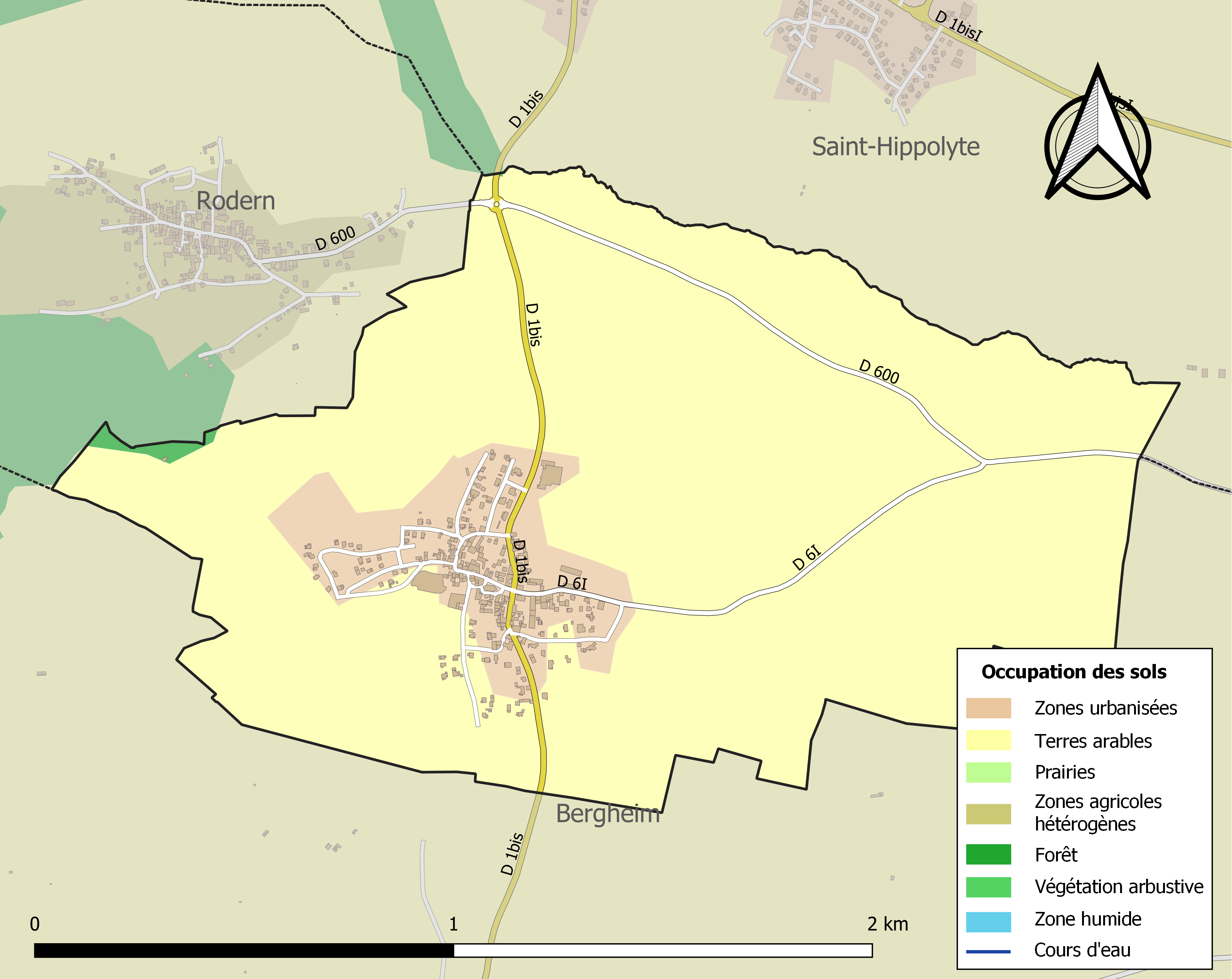
Carte des infrastructures et de l'occupation des sols de la commune en 2018 (CLC).

## Histoire

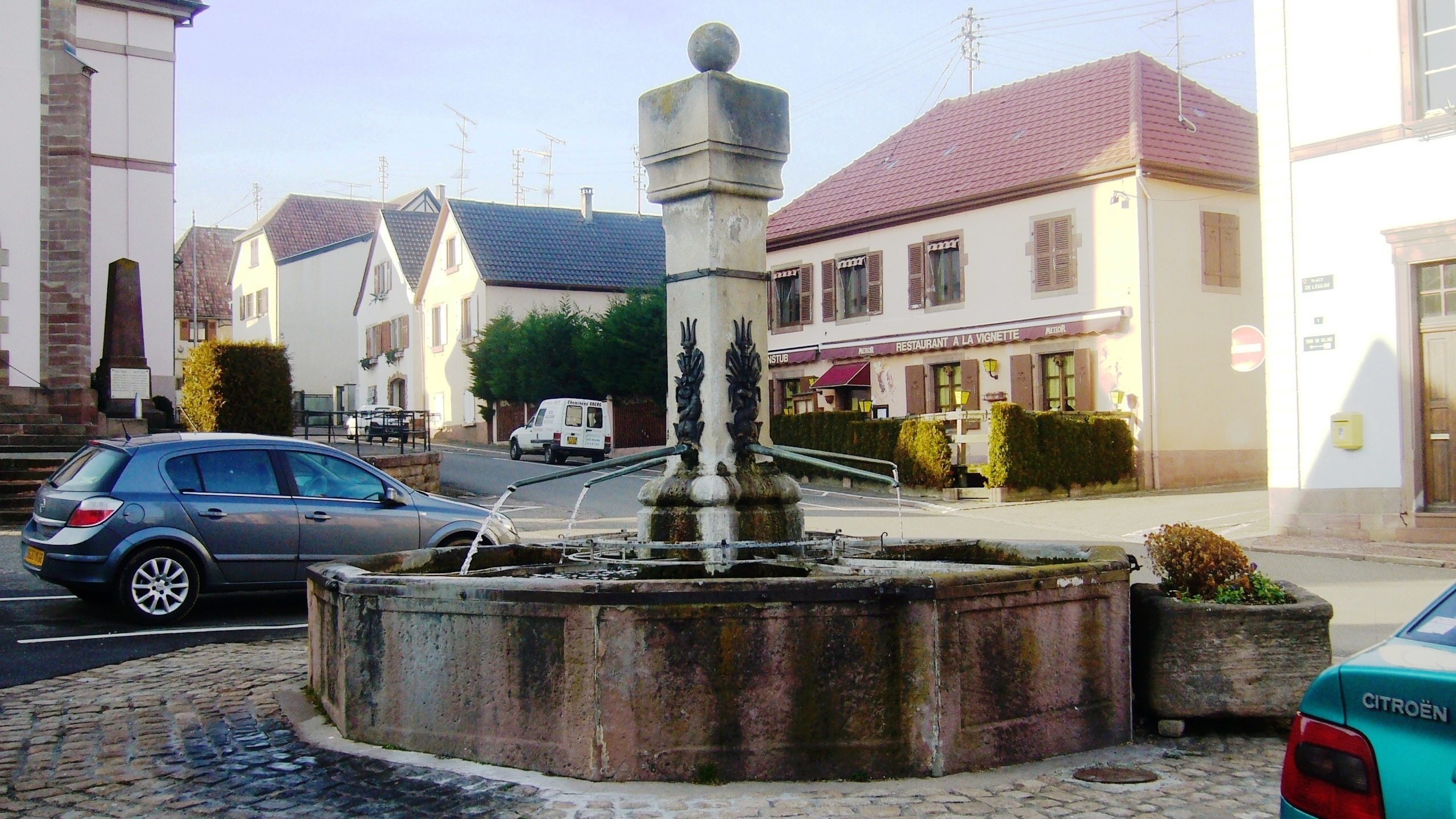
Fontaine octogonale à côté de l'église.

### Origine du nom
Rorschwihr provient du nom de Chrodoldeswillare, la ferme de Chrodold, de l'anthroponyme germanique Chrodval ou Rodald. La transcription à l'initiale par un R est la simplification d'un son disparu au IXe siècle, écrit « ch » et qui se prononçait comme un r précédé d'un ha aspiré.

### Un village occupé à l'époque romaine
Le village de Rorschwihr était probablement déjà occupé à l'époque romaine. Des poteries, sculptures et sarcophages exhumés sur la colline ouest remontent à cette époque. En 742, Rantwig, moine noble, fils de Chrotwig, offre plusieurs biens au couvent de Wissembourg, entre autres des terres situées à Rorschwihr. L'acte de donation signale l'existence de vignes.

### Divers couvents possèdent des biens dans le village
À partir du Xe siècle, les abbayes d'Ebersmunster et de Moyenmoutier, ainsi que le Couvent des Dominicaines de Sylo à Sélestat possèdent des vignes dans le village. Il subsiste d'ailleurs encore une ancienne cour colongère, dotée du droit d'asile ou Freihof, l'actuel domaine du Maiierhof. La paroisse existe très tôt comme filiale de Rodern.

### Une propriété des Ribeaupierre
À la fin du XIIIe siècle, Rorschwihr est une propriété des seigneurs de Ribeaupierre. Au XIVe siècle, vers 1313 Rorschwihr est cédé aux Habsbourg en même temps que le village de Bergheim. Le village partagera alors le même sort que le bourg voisin jusqu'à la Révolution.

### Le village est dévalisé
En 1436, Rorschwihr fut dévalisé, et nombre d'habitants emmenés en captivité par l'armée Suédoise (18 000 hommes, en fait une majorité de mercenaires) sous le commandement du jeune Prince Bernard de Saxe-Weimar, mandaté par Richelieu pour reprendre la région aux Habsbourg

### Héraldique
| Blason de Rorschwihr | Les armes de Rorschwihr se blasonnent ainsi : « D'or au gril de sable posé en bande, la poignée en bas. » |

Le blason est représenté par une grille de Saint Laurent qui est devenue l'emblème du village depuis le XIXe siècle.

## Politique et administration

### Budget et fiscalité 2015

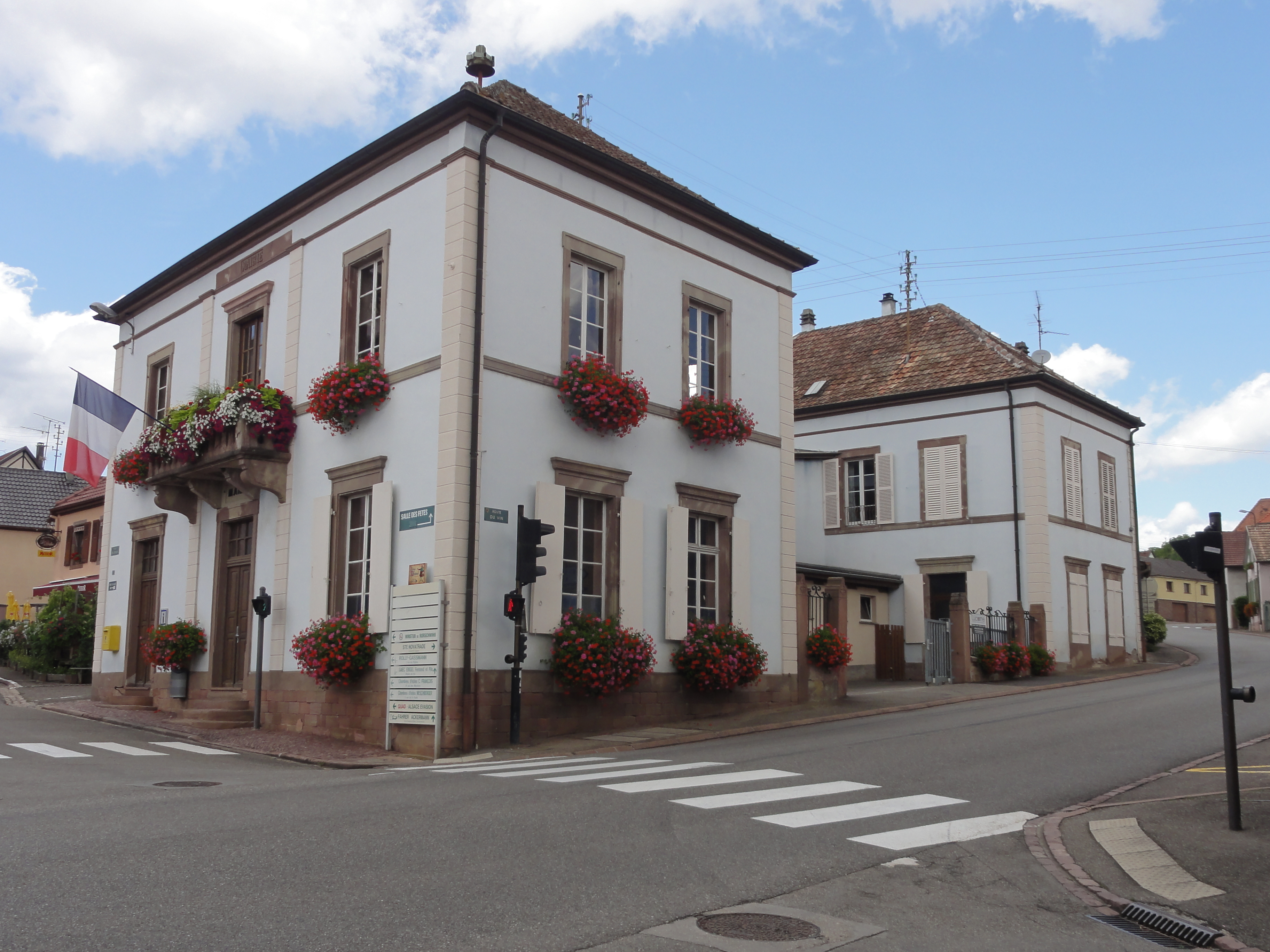
La mairie.

En 2015, le budget de la commune était constitué ainsi :
- total des produits de fonctionnement : 323 000 €, soit 798 € par habitant ;
- total des charges de fonctionnement : 259 000 €, soit 641 € par habitant ;
- total des ressources d'investissement : 96 000 €, soit 237 € par habitant ;
- total des emplois d'investissement : 268 000 €, soit 664 € par habitant ;
- endettement : 392 000 €, soit 971 € par habitant.

Avec les taux de fiscalité suivants :
- taxe d'habitation : 14,85 % ;
- taxe foncière sur les propriétés bâties : 10,03 % ;
- taxe foncière sur les propriétés non bâties : 41,90 % ;
- taxe additionnelle à la taxe foncière sur les propriétés non bâties : 50,60 % ;
- cotisation foncière des entreprises : 20,85 %.

### Liste des maires
| Période                                  | Période    | Identité            | Étiquette | Qualité |
| ---------------------------------------- | ---------- | ------------------- | --------- | ------- |
| mars 1947                                | 1977       | Pierre Rolly        |           |         |
| mars 1977                                | 2001       | Richard Weber       |           |         |
| mars 2001                                | 2008       | Marie-Line Kreyer   |           |         |
| mars 2008                                | sept. 2011 | Olivier Stocky      |           |         |
| octobre 2011                             | mai 2020   | Dominique Schaeffer |           |         |
| mai 2020                                 | En cours   | Denise Rieg         |           |         |
| Les données manquantes sont à compléter. |            |                     |           |         |

## Démographie
L'évolution du nombre d'habitants est connue à travers les recensements de la population effectués dans la commune depuis 1793. Pour les communes de moins de 10 000 habitants, une enquête de recensement portant sur toute la population est réalisée tous les cinq ans, les populations de référence des années intermédiaires étant quant à elles estimées par interpolation ou extrapolation. Pour la commune, le premier recensement exhaustif entrant dans le cadre du nouveau dispositif a été réalisé en 2008.

En 2022, la commune comptait 366 habitants, en évolution de −2,92 % par rapport à 2016 (Haut-Rhin : +0,66 %, France hors Mayotte : +2,11 %).
| 1793 | 1800 | 1806 | 1821 | 1831 | 1836 | 1841 | 1846 | 1851 |
| ---- | ---- | ---- | ---- | ---- | ---- | ---- | ---- | ---- |
| 383  | 400  | 438  | 422  | 510  | 475  | 473  | 467  | 420  |

| 1856 | 1861 | 1866 | 1871 | 1875 | 1880 | 1885 | 1890 | 1895 |
| ---- | ---- | ---- | ---- | ---- | ---- | ---- | ---- | ---- |
| 398  | 413  | 392  | 396  | 414  | 411  | 429  | 423  | 386  |

| 1900 | 1905 | 1910 | 1921 | 1926 | 1931 | 1936 | 1946 | 1954 |
| ---- | ---- | ---- | ---- | ---- | ---- | ---- | ---- | ---- |
| 358  | 300  | 287  | 266  | 246  | 250  | 236  | 239  | 238  |

| 1962 | 1968 | 1975 | 1982 | 1990 | 1999 | 2006 | 2008 | 2013 |
| ---- | ---- | ---- | ---- | ---- | ---- | ---- | ---- | ---- |
| 248  | 264  | 272  | 303  | 350  | 366  | 386  | 392  | 387  |

| 2018 | 2022 | - | - | - | - | - | - | - |
| ---- | ---- | - | - | - | - | - | - | - |
| 367  | 366  | - | - | - | - | - | - | - |

## Lieux et monuments

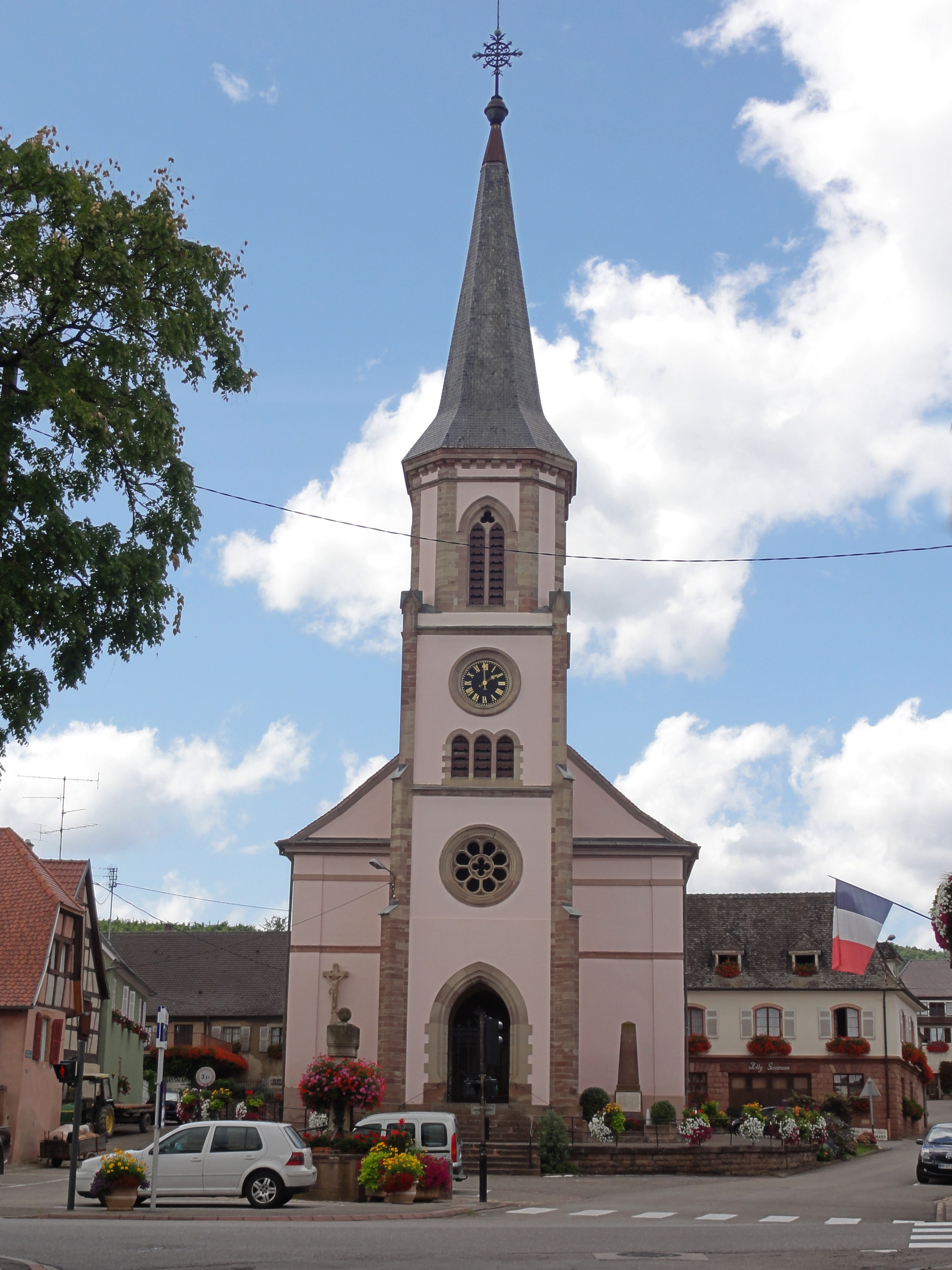
Église Saint-Michel.

### Patrimoine religieux
- Église Saint-Michel reconstruite dans la 1re moitié du XIXe siècle à l'emplacement d'une ancienne église dont subsiste le clocher-chœur voûté du XIIIe siècle[24],

et son orgue de 1839, œuvre des Frères Callinet,.
- Presbytère - 1719[27].
- Croix monumentale - 1719 - croix en grès jaune adossées à l'église[28].
- Monument funéraire Henri Beck - 1807 - monument en grès jaune sur le mur latéral sud[29].
- Monument funéraire Claus Weissenburger[30]
- Croix de chemin (S'Kritzel) - 1950

### Patrimoine local
- Fontaine - 1848[31],[32].
- Fontaine - Route du Vin[33].
- Le Maierhof - 7, route de Sélestat : ancienne cour colongère[34].
- Stèle du Haut-Empire[35].

## Associations
- amicale des sapeurs pompiers ;
- amicale des donneurs de sang ;
- association des marcheurs « Les Roucks-Cool » ;
- club des retraités « La joie de vivre » ;
- chorale Ste Cécile ;
- syndicat viticole.

## Vie économique

### Viticulture
- Domaine Rolly-Gassmann
- Domaine Fernand Engel et Fils
- Domaine EARL André Ackermann
- Maison Willy Rolli

### 12 terroirs
La réputation de ces vins est ancienne et avait autrefois poussé comtes, seigneurs et autres nobles à se rendre propriétaires des vignes :
- Rotleibel
- Moenchreben
- kappelweg
- Weingarten
- Pflaenzerreben
- Oberer weingarten
- Stegreben
- Grasberg
- Kugelberg
- Lachreben
- Silberberg
- Oberer Silberberg